# Couscous (film)
Couscous (franska: La Graine et le Mulet) är en fransk dramafilm från 2007 i regi av Abdellatif Kechiche.

## Utmärkelser
Filmen  vann bland annat Louis Delluc-priset 2007 och Césarpriset för bästa film 2008.

## Roller (urval)
- Habib Boufares – Slimane Beiji
- Hafsia Herzi – Rym
- Faridah Benkhetache – Karima
- Sabrina Ouazani – Olfa
- Olivier Loustau – José
- Alice Houri – Julia
- Bouraouïa Marzouk – Souad
- Hatika Karaoui – Latifa
- Sami Zitouni – Majid
- Bruno Lochet – Mario